# Tambaram (Taluk)
Der Taluk Tambaram (Tamil: தாம்பரம் வட்டம்) ist ein Taluk (Subdistrikt) des Distrikts Kanchipuram im indischen Bundesstaat Tamil Nadu. Hauptort ist die namensgebende Stadt Tambaram.

## Geografie
Der Taluk Tambaram liegt im Nordosten des Distrikts Kanchipuram im Vorortgürtel der Metropole Chennai (Madras). Er grenzt an die Taluks Alandur im Norden, Sholinganallur im Osten, Chengalpattu im Süden und Sriperumbudur im Westen.
Mit einer Fläche von nur 20,2 Quadratkilometern ist Tambaram der kleinste Taluk des Distrikts Kanchipuram.

## Bevölkerung
Nach der Volkszählung 2011 hat der Taluk Tambaram 390.279 Einwohner. Durch die Nähe zur Metropole Chennai ist der Taluk stark urbanisiert und sehr dicht besiedelt: 92,7 Prozent der Bevölkerung werden als städtisch, nur 7,3 Prozent als ländlich klassifiziert. Die Bevölkerungsdichte liegt bei 19.320 Einwohnern pro Quadratkilometer.

## Geschichte
Der Taluk Tambaram wurde 2009 in die drei Taluks Tambaram, Sholinganallur und Alandur aufgeteilt.

## Städte und Dörfer
Zum Taluk Tambaram gehören die folgenden Orte:
Städte:
- Chitlapakkam
- Madambakkam
- Peerkankaranai
- Perungalathur
- Sembakkam
- Tambaram

Dörfer:
- Agaramthen
- Kasbapuram
- Kovilancheri
- Madurapakkam
- Moolacheri
- Mudichur
- Tiruvancheri
- Vengapakkam